# Nova Redenção
Nova Redenção is een gemeente in de Braziliaanse deelstaat Bahia. De gemeente telt 9.318 inwoners (schatting 2009).